# Flughafen Sandakan

i8
i11
i13
Der Flughafen Sandakan (englisch Sandakan Airport, IATA-Code: SDK, ICAO-Code: WBKS) ist der Flughafen der Stadt Sandakan im malaysischen Bundesstaat Sabah auf der Insel Borneo.
Der Flughafen ist ein zivil genutzter Flughafen. Er wird von den Gesellschaften Malaysia Airlines, MASwings und Air Asia national sowie RB Link International angeflogen. Verbindungen existieren von und nach Kuala Lumpur, Kota Kinabalu, Tawau und Kudat sowie Bandar Seri Begawan. 2011 wurden 788.515 Passagiere abgefertigt und insgesamt 11.715 Flugbewegungen registriert.

## Geschichte
Der heutige Flughafen geht auf einen Flugplatz zurück, den die japanischen Besatzer während des Zweiten Weltkriegs von 6000 Zwangsarbeitern aus Java und alliierten Kriegsgefangenen errichten ließ. Traurige Berühmtheit erlangte das Arbeitslager, als 1945 von hier aus die überlebenden australischen Gefangenen auf die Todesmärsche von Sandakan geschickt wurden. Nur sechs Männer überlebten.

## Weitere Bilder

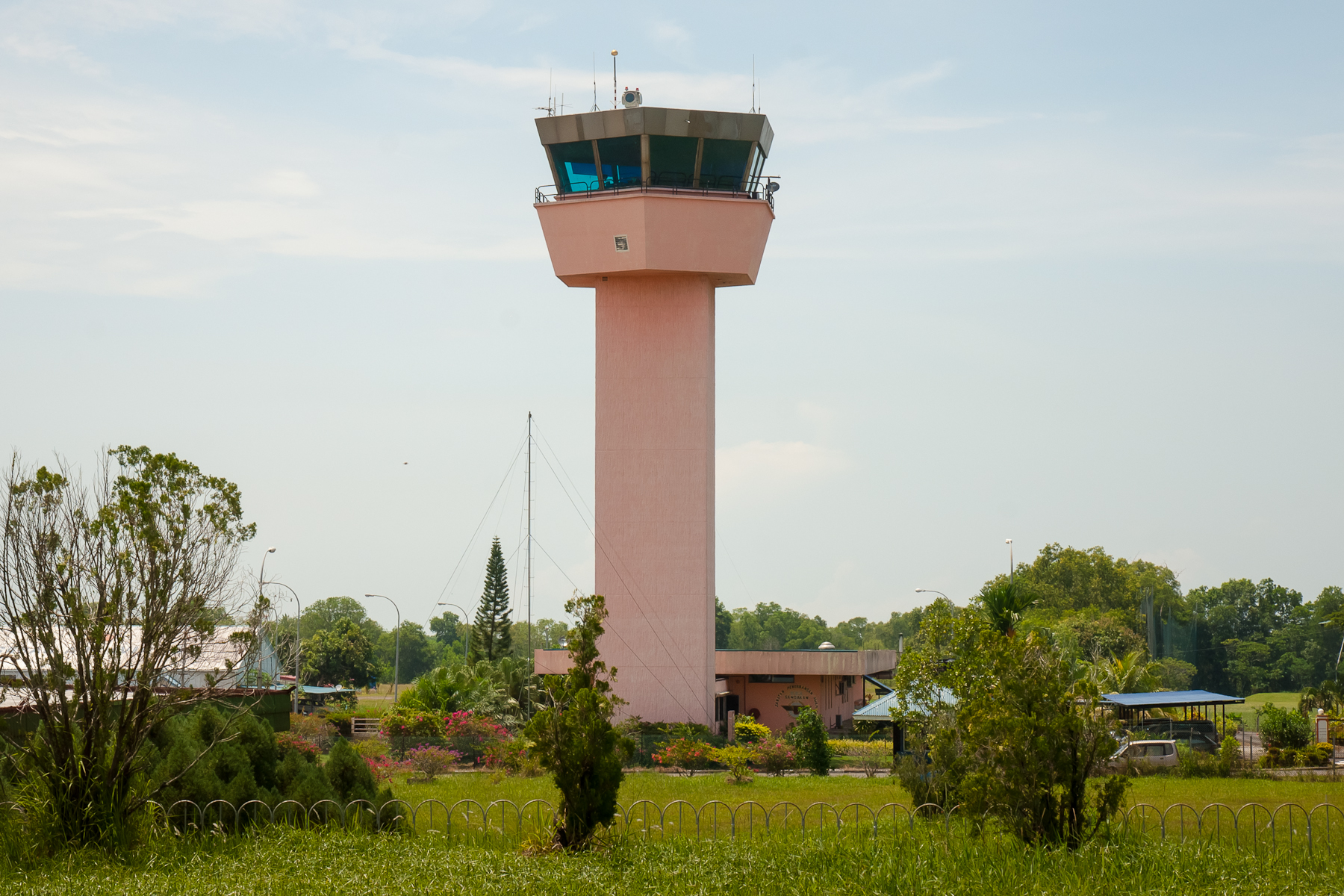
Kontrollturm Sandakan Airport
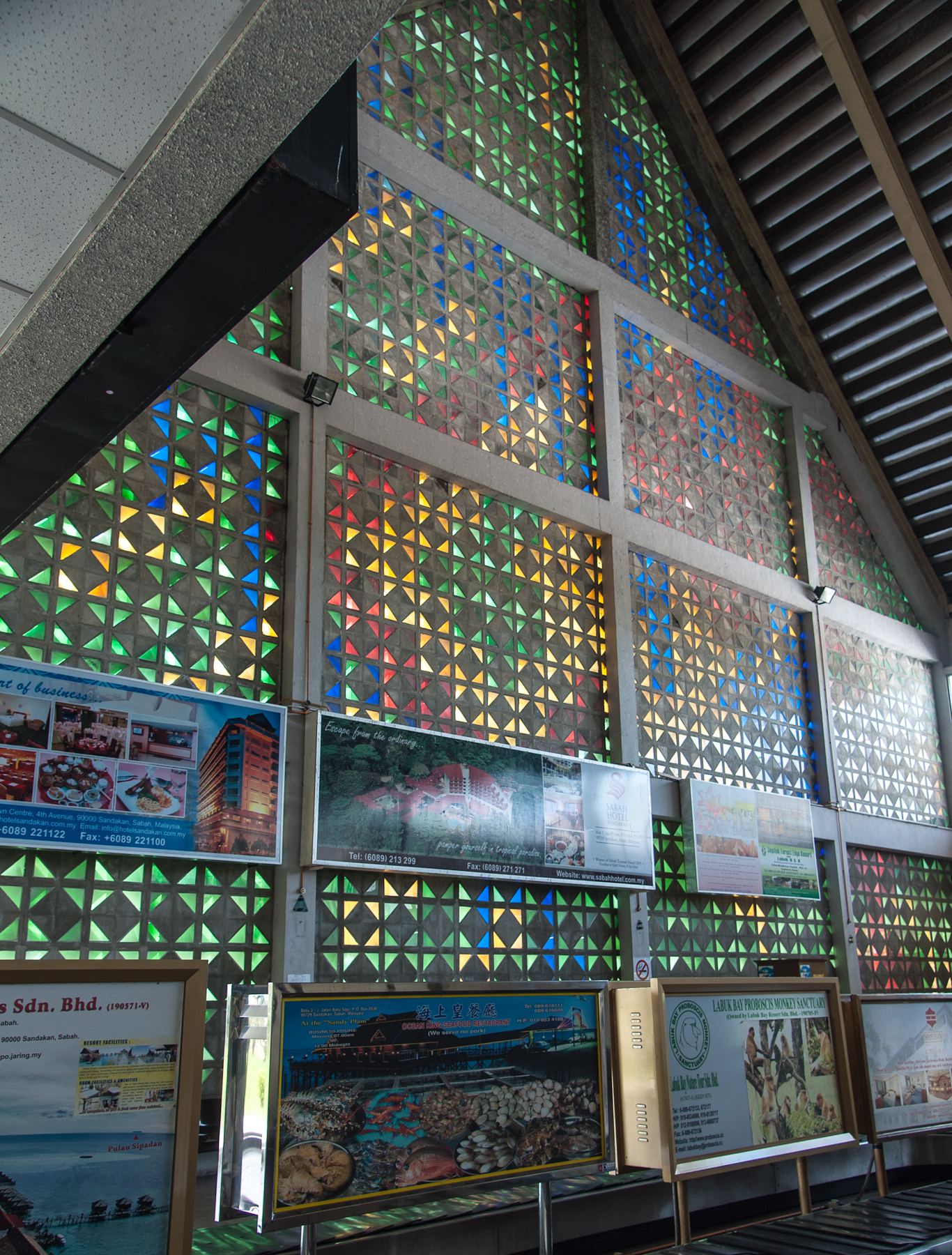
Abfertigungsgebäude, Innenansicht
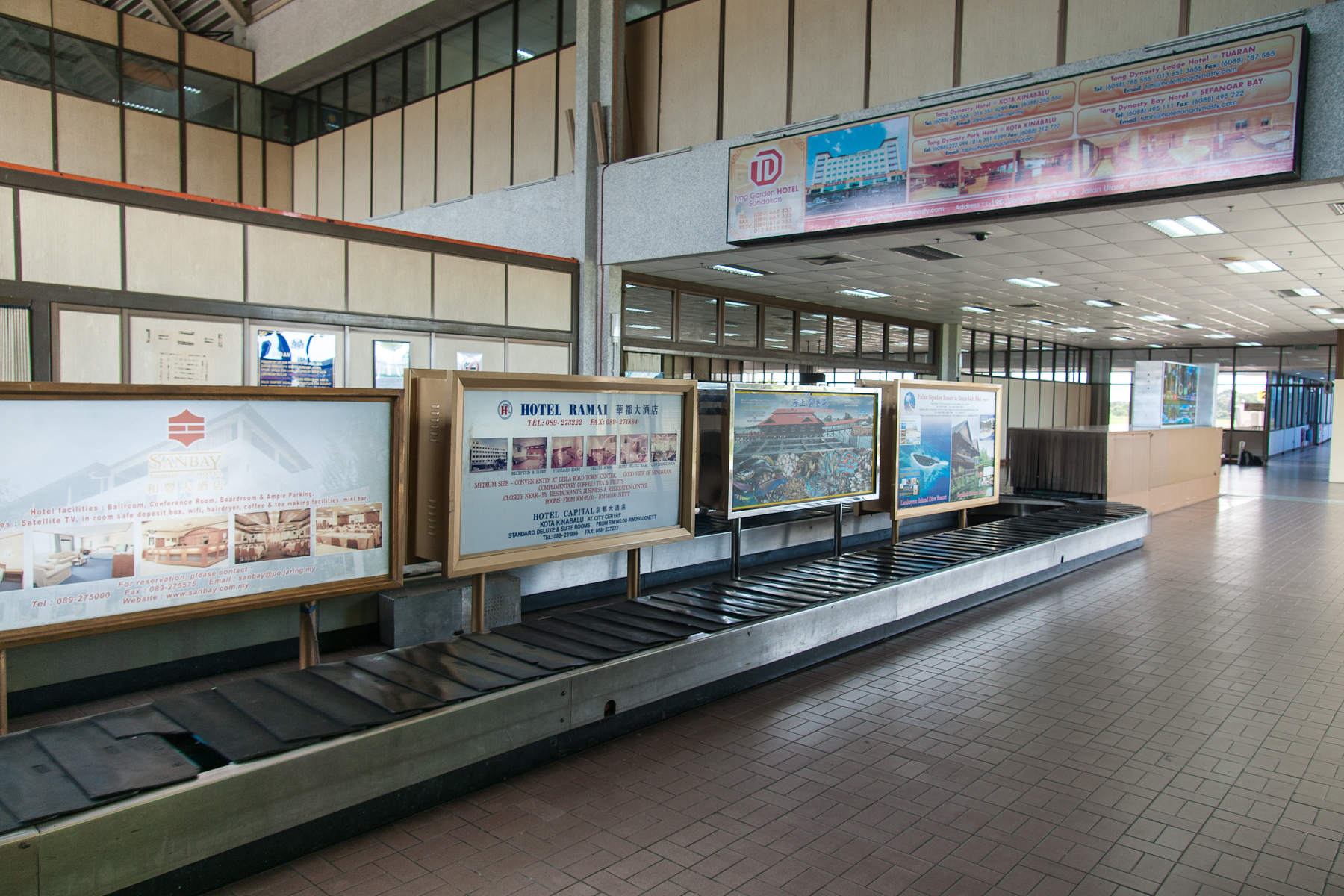
Abfertigungsgebäude, Gepäckausgabe